# 히쓰마부시

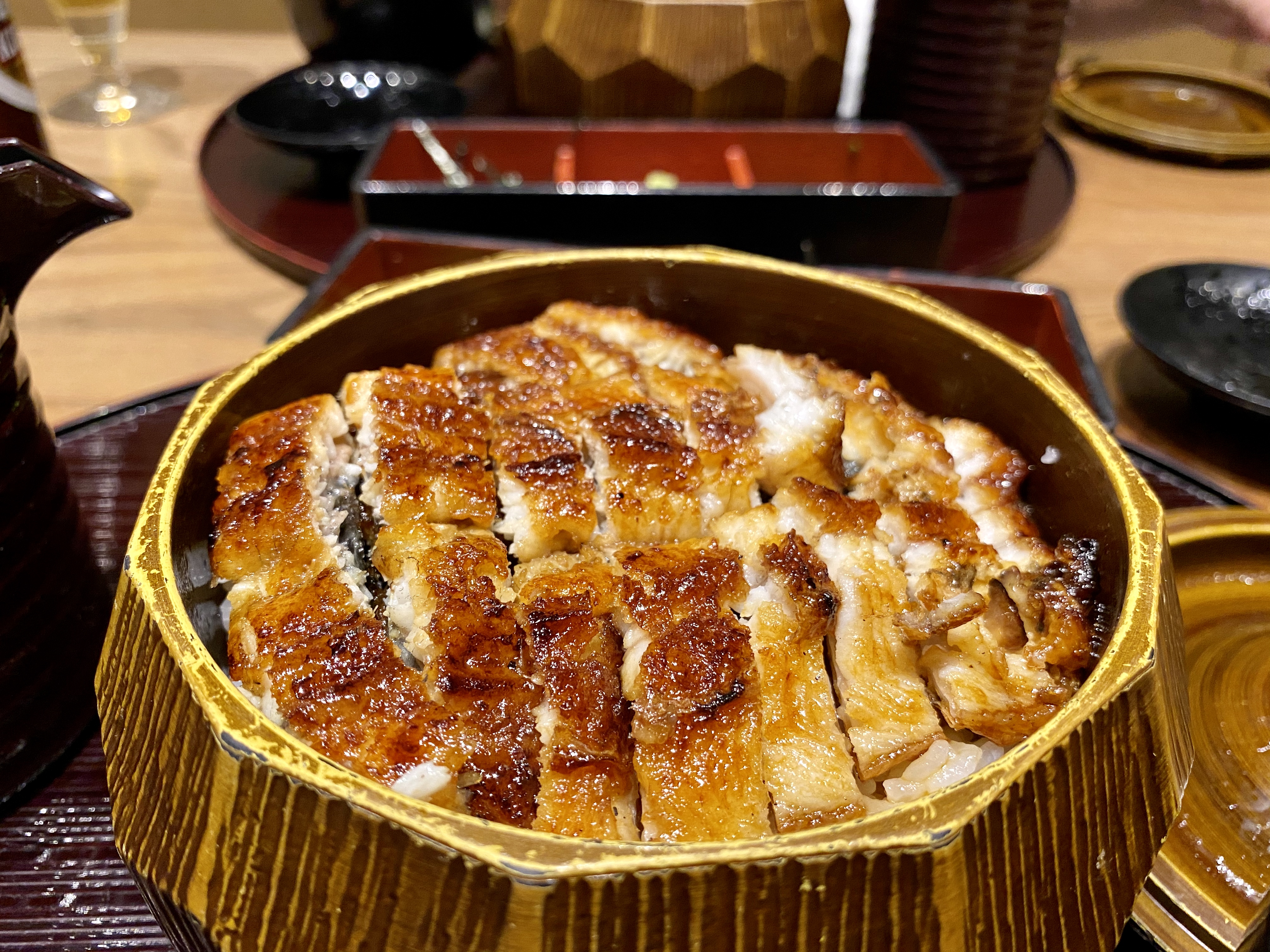
히쓰마부시

히쓰마부시(일본어: ひつまぶし) 또는 히츠마부시(일본어: ひつまぶし)는 장어의 가바야키를 이용한 일본의 장어덮밥 요리이다. 쓰시 발상설, 나고야시 발상설 등이 있다. 나고야 요리 중 하나이다.

## 먹는 방법
히쓰마부시를 먹는 방법은 먹는 사람에게 자유롭게 맡기지만, 가게에서 권장하는 먹는 방법이 메뉴판에 게재되어 있는 경우가 많다. 가게 중 하나인 아쓰타호라이켄에서는 다음의 방법을 권장하고 있다.
1. 밥통에 밥을 주걱으로 십자로 4등분한다.
2. 분리된 밥의 1/4을 그릇에 담아 장어와 밥만 먹는다.
3. 다음 1/4의 밥을 그릇에 담아 파, 고추 냉이, 김 등을 취향에 따라 섞어 먹는다.
4. 다음 1/4의 밥을 그릇에 담아 국물이나 차를 부어 오차즈케과 같이 먹는다.
5. 마지막 1/4은 위 3가지 중 가장 좋아하는 먹는 방법으로 먹는다.

## 같이 보기
- 우나돈